# Симонян, Симон
Симон Симонян (арм. Սիմոն Սիմոնյան; Симон, сын Овэ из сасунского села Кермав, 11 марта 1914 года, Айнтеб — 11 марта 1986 года, Бейрут) — армянский интеллектуал, писатель, публицист, учитель.
В молодости руководил архивом Киликийского Армянского Католикосата в Ливане. Преподавал в армянских школах, автор ряда популярных учебников по армянскому языку и истории. В 1958 году основал и долгие годы редактировал еженедельник «Спюрк». Руководил издательством «Севан», где впервые издавались произведения более 20 писателей армянского зарубежья. Имел огромное влияние на среднее поколение интеллигенции армянской диаспоры.
Ввел термин «Ай дат» (Армянский суд) в современном понимании как потребность в признании геноцида армян и решении армянского вопроса. Считал, что армянский народ сам должен приступить к восстановлению своих прав. Проводил независимую от традиционных армянских партий политическую линию, за что подвергался гонениям. Во время хрущевской «оттепели» побывал в Советской Армении, однако позже в СССР был запрещен партийными органами. Участвовал в разработке политической линии АСАЛА. От Гургена Яникяна получил рукопись его мемуаров, которые «Спюрк» опубликовал в начале 1990-х.
Автор сборников рассказов («Гора и судьба», «Закат горцев»), романа «Анжамандрос» (Человек вне времени), который издал в собственной типографии для распространения после своей смерти. Писатель Т. Торанян этот роман назвал одним из лучших в литературе диаспоры.
В произведениях Симоняна реализм сасунского быта и говора сплетается с фантасмагорическими сценами на европейский манер. Его герои — это, как правило, эпические персонажи, чем-то похожие на Давида Сасунского, эксцентричные максималисты, в которых легко уживаются интернационализм и собственно национализм в самых причудливых формах. Вот почему ряд рассказов Симоняна пересказываются в народе как легенды: например, история беженца из Сасуна, который каждый день вечером собирает свой чемодан с надеждой следующим утром вернуться на родину по ту сторону турецкой границы.
Произведения Симоняна пропитаны болью людей «земли и камня», потерявших родной угол и членов семьи, постоянно тревожащих себя вопросом «Почему это произошло?» и находящих самые разнообразные ответы.